# Héritage (roman de Bear)
Pour les articles homonymes, voir Héritage.
Héritage (titre original : Legacy) est un roman de science-fiction de Greg Bear paru en 1995. C'est le dernier tome d'une trilogie qui comprend aussi Éon et Éternité.